# عبد الكريم الدرقاوي
عبد الكريم الدرقاوي (مواليد 29 مارس 1945) هو مخرج أفلام ومصور سينمائي مغربي، يُعتبر من الأباء المؤسسين للسينما في المغرب، حيث بدأ حياته الفنية كمصور سينمائي قبل أن ينتقل لإخراج مجموعة مهمة من الأفلام السينمائية والتلفزيونية.

## النشأة
وُلد عبد الكريم محمد الدرقاوي في 29 مارس 1945 بمدينة وجدة شمال شرق المغرب، بعد الانتهاء من دراسته الثانوية، انتقل لدراسة التصوير السينمائي في المدرسة الوطنية للأفلام في وودج ببولندا والتي تخرج منها سنة 1972. هو شقيق المخرج مصطفى الدرقاوي، وعم المصور السينمائي كمال الدرقاوي.

## مسيرته الفنية
بدأ مسيرته في المجال السينمائي سنة 1964 كمصور في أحد الأفلام القصيرة لشقيقه المخرج مصطفى الدرقاوي بعد أن تلقى تكوينه ببولونيا في إيطاليا كما أطر بعدد من المعاهد الوطنية المتخصصة في السينما، عبد الكريم لعب 37 دورا في أفلام مغربية بين سنتي 1974 و2004 من بينها أحداث بلا دلالة، عرائس من قصب، المطرقة والسندان، حب في الدار البيضاء، رماد الزريبة، كابوس، جنة الفقراء، طيف نزار والعايل، إضافة لعدة أدوار بأفلام أجنبية صورت في المغرب، الدرقاوي قام بتجربة الإخراج مرتين في السينما بفيلمي الناعورة بالاشتراك مع الراحل مولاي إدريس الكتاني وفيلم زنقة القاهرة، قبل أن ينخرط في إخراج عدد من الأعمال الدرامية لفائدة القناتين المغربيتين الأولى والثانية مثل شظايا الماضي والطريق الصحيح فضلًا عن كتابته لمسلسل درامي لصالح قناة الأولى تحت عنوان عيون غائمة.

## أعماله

### الإخراج
- 1984: الناعورة
- 1998: زنقة القاهرة
- 2003: شظايا الماضي
- 2005: الطريق الصحيح
- 2006: انكسار
- 2008: بوشعيب بوسعود
- 2010: وليدات كازا
- 2015: غرام وانتقام
- 2016: هنا طاح الريال
- 2021: مولات السعد

### التصوير السينمائي
- 1974: أحداث بلا دلالة
- 1976: رماد الزريبة
- 1981: عرائس من قصب
- 1984: الناعورة
- 1984: كابوس
- 1990: عرس الآخرين
- 1991: يوميات حياة عادية
- 1991: المطرقة والسندان
- 1992: قصة أولى
- 2000: غراميات الحاج المختار الصولدي
- 2001: طيف نزار
- 2001: أمواج البر
- 2002: خيوط العنكبوت
- 2006: انكسار

## روابط خارجية
- عبد الكريم الدرقاوي على موقع IMDb (الإنجليزية)
- عبد الكريم الدرقاوي على موقع قاعدة بيانات الأفلام العربية
- عبد الكريم الدرقاوي على موقع ألو سيني (الفرنسية)
- عبد الكريم الدرقاوي على موقع أول موفي (الإنجليزية)
- عبد الكريم الدرقاوي على موقع قاعدة بيانات الفيلم (الإنجليزية)
- عبد الكريم الدرقاوي على موقع كينوبويسك (الروسية)